# Hans Demme
 Hans Hermann Karl Demme (* 12. Februar 1900 in Alt-Kalzenau, Gouvernement Livland; † 18. Februar 1964 in Hamburg) war ein deutsch-baltischer Neurologe in Hamburg.

## Leben

### Herkunft und Familie
Hans Demme war der Sohn des Arztes Carl Demme und dessen Ehefrau Frieda Demme geborene Conradi. 
In erster Ehe war Demme mit Enni geb. Grabbe († 1939) verheiratet. Das Paar bekam drei Kinder. In zweiter Ehe heiratete er 1959 Erika Kentmann.

### Frühe Zeit
Seine Schullaufbahn beendete er im Jahr 1917 mit der Reifeprüfung am Privatgymnasium von Tideboehl in Riga. Er wurde im Juli 1917 an der Kaiserlichen Universität Dorpat immatrikuliert. Von Dezember 1918 bis August 1920 war er als Freiwilliger der Stoßtruppe in der Baltischen Landwehr. Zeitgleich hatte er ein Studium der Medizin an den Universitäten Göttingen und Dorpat aufgenommen. In Dorpat trat er dem Corps Curonia-Dorpat bei. Sein Studium setzte er 1920 an der Universität Rostock fort und schloss es dort 1924 mit Staatsexamen sowie Promotion zum Dr. med. ab. Danach absolvierte er sein Medizinalpraktikum in Rostock, Hamburg und Freiburg im Breisgau. Als Assistent war er 1926 in Freiburg im Breisgau und von 1926 bis 1927 am Hygieneinstitut der Universität Rostock beschäftigt. Von 1927 bis 1933 absolvierte er seine Facharztausbildung zum Neurologen an der Nervenklinik des Allgemeinen Krankenhauses Hamburg-Eppendorf bei Max Nonne. Zwischenzeitlich habilitierte er sich im Jahr 1930 in Hamburg. Seine Antrittsvorlesung als Privatdozent im November 1930 im AK Eppendorf stand unter dem Titel „Mikrobiologische Probleme in der Neurologie“.

### Zeit des Nationalsozialismus
Im Zuge der Machtübergabe an die Nationalsozialisten trat er zum 1. Mai 1933 der NSDAP (Mitgliedsnummer 3.279.016) und im November 1933 der SA bei. Während der Weimarer Republik war er Anhänger der DVP. Er gehörte neben ärztlichen Standesorganisationen auch dem NS-Dozentenbund an. Ab Ende 1933 vertrat er die Privatdozenten der medizinischen Fakultät an der Universität Hamburg. Von Januar 1934 bis 1945 leitete er die Neurologische Abteilung am Allgemeinen Krankenhaus in Hamburg-Barmbek.
Im Jahr 1934 wurde Demme zum Vertrauensmann der NSDAP-Reichsleitung an der Medizinischen Fakultät Hamburg ernannt. In dieser Funktion verfasste er „regelmäßig Berichte über Kollegen und Stellungnahmen für einzelne Berufungsverfahren an den Vorsitzenden der Hamburger Ärztekammer Willy Holzmann“. Nach Einschätzung von Hendrik van den Bussche fuhr Demme als Vertrauensmann der NSDAP „einen behutsamen Kurs“, da er bei Berufungen den Gesichtspunkt der wissenschaftlichen Qualifikation „hoch bewertete und nie in eine Konfrontation mit der Fakultät geriet bzw. geraten wollte.“
Demme, der bei der SA Ende Januar 1941 bis zum Sturmbannführer aufstieg, wurde bei dieser NS-Organisation Anfang Juni 1935 Hilfsreferent für Rassenhygiene. Des Weiteren wurde er ärztlicher Beisitzer am Erbgesundheitsgericht,  wo er nach Inkrafttreten des Gesetzes zur Verhütung erbkranken Nachwuchses Gutachten erstellte und über die Anordnung von Zwangssterilisierungen mit entschied. Er wurde von der medizinischen Fakultät der Universität Hamburg 1936 zum nichtbeamteten außerordentlichen und 1939 außerplanmäßigen Professor ernannt. In den Jahren 1935 bis 1938 gehörte er dem Beirat der Gesellschaft Deutscher Neurologen und Psychiater an. Ab Oktober 1940 gehörte er dem Senat der Kolonialärztlichen Akademie der NSDAP an. Während des Zweiten Weltkrieges war er von 1939 bis 1945 Sanitätsoffizier bei der Wehrmacht, zuletzt als Stabsarzt und beratender Neurologe im Wehrkreis X (Hamburg).

### Nachkriegszeit
In der Nachkriegszeit in Deutschland war Demme 1945/46 in interniert. Im Februar 1946 wurde er wegen seiner nationalsozialistischen Betätigung durch die Hamburger Gesundheitsverwaltung von der ärztlichen Praxis suspendiert und sein Arbeitsverhältnis mit dem AK Barmbek gekündigt. Später arbeitete er als niedergelassener Nervenarzt in Hamburg. In der Entnazifizierung wurde er zunächst als „Mitläufer“ (1947), dann als „Entlasteter“ (1949) eingestuft. Er war seit 1950 beratender Neurologe am Hafenkrankenhaus und wurde im Juni 1951 wieder in den Lehrkörper der medizinischen Fakultät der Universität Hamburg aufgenommen. 1955 wurde er Corpsschleifenträger des in Hamburg ansässigen Pépinière-Corps Suevo-Borussia. Seit 1959 war er leitender Oberarzt am Allgemeinen Krankenhaus in Hamburg Harburg.

## Schriften (Auswahl)
- Die Liquordiagnostik in Klinik und Praxis. Lehmann, München 1935.